# Ethan Laird
Ethan Benjamin Laird (Basingstoke, Inglaterra, 5 de agosto de 2001) es un futbolista británico que juega en la posición de defensa para el Birmingham City F. C. de la EFL Championship de Inglaterra.

## Biografía
Tras formarse en las filas inferiores del Manchester United F. C., finalmente en la temporada 2019-20 hizo su debut con el primer equipo el 28 de noviembre en un encuentro de la Liga Europa de la UEFA contra el F. C. Astana, llegando a disputar la totalidad de los noventa minutos en un encuentro que ganó el Astana por 2-1. Jugó un encuentro más en la competición y, tras seguir jugando en el equipo sub-23, el 8 de enero de 2021 fue cedido al Milton Keynes Dons F. C. hasta el final de temporada. En agosto volvió a salir a préstamo, marchándose todo el curso al Swansea City A. F. C. En enero de 2022 este se canceló y se fue al AFC Bournemouth. De cara a la campaña 2022-23 siguió acumulando cesiones, esta vez en el Queens Park Rangers F. C. Esa fue la última antes de ser traspasado al Birmingham City F. C. en junio de 2023.

## Selección nacional
Ha sido internacional con la selección de Inglaterra en las categorías sub-17, participando en el Europeo sub-17 de 2018, sub-18 y sub-19.

## Estadísticas

### Clubes
| Club                                 | Div.          | Temporada     | Liga  | Liga  | Copas nacionales | Copas nacionales | Torneos internacionales | Torneos internacionales | Total | Total |
| Club                                 | Div.          | Temporada     | Part. | Goles | Part.            | Goles            | Part.                   | Goles                   | Part. | Goles |
| ------------------------------------ | ------------- | ------------- | ----- | ----- | ---------------- | ---------------- | ----------------------- | ----------------------- | ----- | ----- |
| Manchester United F. C. Inglaterra   | 1.ª           | 2019-20       | 0     | 0     | 0                | 0                | 2                       | 0                       | 2     | 0     |
| Manchester United F. C. Inglaterra   | Total club    | Total club    | 0     | 0     | 0                | 0                | 2                       | 0                       | 2     | 0     |
| Milton Keynes Dons F. C. Inglaterra  | 3.ª           | 2020-21       | 24    | 0     | 1                | 0                | ―                       | ―                       | 25    | 0     |
| Milton Keynes Dons F. C. Inglaterra  | Total club    | Total club    | 24    | 0     | 1                | 0                | 0                       | 0                       | 25    | 0     |
| Swansea City A. F. C. Gales          | 2.ª           | 2021-22       | 20    | 0     | 1                | 0                | ―                       | ―                       | 21    | 0     |
| Swansea City A. F. C. Gales          | Total club    | Total club    | 20    | 0     | 1                | 0                | 0                       | 0                       | 21    | 0     |
| AFC Bournemouth Inglaterra           | 2.ª           | 2021-22       | 6     | 0     | 0                | 0                | ―                       | ―                       | 6     | 0     |
| AFC Bournemouth Inglaterra           | Total club    | Total club    | 6     | 0     | 0                | 0                | 0                       | 0                       | 6     | 0     |
| Queens Park Rangers F. C. Inglaterra | 2.ª           | 2022-23       | 32    | 1     | 1                | 0                | ―                       | ―                       | 33    | 1     |
| Queens Park Rangers F. C. Inglaterra | Total club    | Total club    | 32    | 1     | 1                | 0                | 0                       | 0                       | 33    | 1     |
| Birmingham City F. C. Inglaterra     | 2.ª           | 2023-24       | 25    | 0     | 1                | 0                | ―                       | ―                       | 26    | 0     |
| Birmingham City F. C. Inglaterra     | 3.ª           | 2024-25       | 35    | 4     | 12               | 1                | ―                       | ―                       | 47    | 5     |
| Birmingham City F. C. Inglaterra     | Total club    | Total club    | 60    | 4     | 13               | 1                | 0                       | 0                       | 73    | 5     |
| Total carrera                        | Total carrera | Total carrera | 142   | 5     | 16               | 1                | 2                       | 0                       | 160   | 6     |